# Международный фестиваль танца в Куопио
Международный фестиваль танца (фин. Kuopio Tanssii ja Soi, англ. Kuopio Dance Festival) — старейший в Северной Европе фестиваль танца, проводимый ежегодно в июне open-air в городе Куопио в Финляндии.

## История
Идея проведения фестиваля танца в Куопио родилась в 1967 году у директора городского оркестра Лаури Сиймеса, вернувшегося из Соединённых Штатов Америки. Идею поддержал глава администрации города Куопио Эйно Луукконен, директор городского театра Аймо Хилтунен и директор городской школы балета Эльза Сюльвестерссон.
С 1970 года в июне в городе Куопио регулярно проводится международный танцевальный фестиваль, привлекающий многочисленных артистов из разных стран мира, а также тысячи зрителей.
С 1996 года исполнительным директором фестиваля является Анна Питкянен, а художественным руководителем Йорма Уотинен (c 2002 года).
2012
В 2012 году фестивать проходил с 6 по 14 июня.